# Festival Intercéltico de Lorient
El Festival Intercéltico de Lorient (en bretón: Gouelioù Etrekeltiek An Oriant; en francés: Festival Interceltique de Lorient) es un festival de música que se celebra desde 1971 en la ciudad del mismo nombre en Francia. El festival es un punto de encuentro de las llamadas "naciones celtas", en el que la cultura, música y tradiciones de los diferentes países y regiones se dan cita. Se desarrolla en los primeros días de agosto y es el mayor acontecimiento de estas características en el mundo teniendo una duración de diez días. En el año 2010 este Festival contó con 800,000 asistentes.

## Historia
Se creó en 1971 siendo el pionero de otros muchos festivales.
Las regiones participantes son: Irlanda (Eire), Escocia (Alba), Bretaña (Breizh), Gales (Cymru), isla de Man (Mannin), Cornualles (Kernow), Galicia (Galiza) y Asturias (Asturies). Desde el año 2000 denominado Año del mundo celta se han añadido representaciones de países con emigración de las regiones celtas como EE. UU., Australia, Nueva Zelanda, Chile, Argentina, México, y hasta Rumania e Italia.
Una particularidad del festival es que cada año está dedicado a una región celta del mundo siendo en 2007 el año de Escocia. Otras regiones a las que estuvo dedicado fueron en 2006 Australia y en 2005 Irlanda. En el año 2007 ha recibido el VI Premio de la Fundación de la sidra.
El director artístico del festival es desde 2007 Lisardo Lombardía, que sustituyó a Jean Pierre Pichard, creador del festival.

## Escenarios
El festival tiene varios escenarios principales pero se trata de una manifestación también callejera. Durante los días que dura el festival la ciudad entera se vuelve un escenario puesto que es fácil ver por diferentes sitios a los grupos actuando ya sea en la zona de las tiendas regionales, la calle o en bares. Para los eventos más formales se utiliza el Palais de Congrès, Grand Théâtre o Eglise Saint Louis 
Para los eventos más multitudinarios se utiliza el Parc de Moustoir, estadio de fútbol del Lorient F.C. con una capacidad de 10 000 espectadores.
El Port de Pêche (Porzh Pesketa) es la zona del puerto y es otro de los escenarios utilizados.
En total se montan alrededor de veinte escenarios por toda la ciudad.

## Eventos
El festival lo componen 4500 artistas cantantes, bailarines, artistas plásticos, universitarios y cineastas, de Escocia, Irlanda, País de Gales, de Cornuailles, Isla de Man, Galicia, Asturias, Bretaña, EE. UU., Canadá, Australia, etc. Siendo visitado por 650.000 personas
- Cotriade (Kaoteriad en bretón) es el comienzo del festival, consiste en una comida de pescado cocinado al estilo bretón que se celebra en el Port de Pêche (puerto de barcos pesqueros). Esta comida es acompañada por música tradicional marina bretona.
- La Nuits Magiques o noche mágica se celebra en el estadio de la ciudad. Los grupos van saliendo al escenario del centro haciendo una pequeña función, acabando la noche todos juntos en el escenario del centro del estadio habiendo fuegos artificiales.
- La Grande Parade de las naciones celtas es un desfile que se efectúa por las calles del pueblo en la que los grupos de música y baile desfilan por las calles con sus trajes típicos. Se celebra el domingo por la mañana y participan unos 3500 músicos, cantantes, bandas de gaitas y grupos de baile.
- Campeonato nacional de Bagadoú, se trata de las finales y tienen lugar en el Parc de Moustoir durante el primer fin de semana del festival. Se trata de una competición entra bandas de gaitas bretonas.
- Durante todas las mañanas del festival se celebran clases de arpa, acordeón, gaitas, etc.
- Durante las tarde se efectúan cientos de actuaciones de música tradicional, folk o baile.
- La Nuit de Port de Pêche, el último sábado del festival es una gran representación de música de Bretaña tanto tradicional como moderna.
- Marché Interceltic (Marc’had Etrekeltiek), es el mercado que durante todo el festival se celebra en la ciudad y en la que se venden objetos tradicionales de cada zona como puede ser bebida, música, comida, ropa, libros, etc.
- En este evento se otorga el premio Macallan, ahora denominado Maccrimmon, considerado como el premio Nobel de la gaita en gaitas gallegas y asturianas.

## Cartel

### 2006
Nova Fronteira & Cartelle (Galicia)| Gilles le Bigot (Brittany) | Robin Huw Bowen (Wales) | Carreg Lafar (Wales) | Claymore (Australia) | Crasdant (Wales) | Daimh (Scotland) | Dominique Dupuis (Canadá) | Gwenan Gibbard (Wales | Deborah Henson-Conant (USA) | Tuenda (Asturies)| Banda Gaites Llacín (Asturies) I Muvrini (Corsica) | Gerry O'Connor (Ireland) | Merzhin (Brittany) | Carlos Núñez (Galicia) | Leilía (Galicia) | Ruote (Galicia) | Susana Seivane (Galicia) | The Tannahill Weavers (Scotland) | Michel Tonnerre (Brittany)M| City of Adelaide Pipe Band (Australia) | Queensland Irish Association Pipe Band (Australia) | Murphy's Pigs (Australia) | Ipswich Thistle Pipe Band (Australia) | John Williamson (Australia) | Christina Sonnemann (Tasmania, Australia)

### 2005
Bates Motel (Cornwall) | Rory Cambell (Scotland) | Djiboudjep (Brittany) | Dominique Dupuis (Canadá) | Annie Ebrel (Brittany) | Delyth Jenkins (Wales) | Nolwenn Korbell (Brittany) | Llan de Cubel (Asturias) | Lúnasa (Ireland) | Carlos Núñez (Galicia) | Pat O’May (Brittany) | Denez Prigent (Brittany) | Nóirín Ní Riain (Ireland) | Susana Seivane (Galicia) | The Silencers (Scotland) | Soldat Louis (Brittany) | John Spillane (Ireland) | Didier Squiban (Brittany) | Teada (Ireland) | Yann Tiersen (Brittany)

### 2004
Christine Collister (Isle of Man) | Djiboudjep (Brittany) | Dominique Dupuis (Canadá) | Ronnie Drew (Ireland) | Paddy Glackin (Ireland) | Meinir Heulyn (Wales) | Nolwenn Korbell | Mairi MacInnes (Scotland) | Maggie MacInnes (Scotland) | Carre Manchot (Brittany) | Merzhin (Brittany) | Cass Meurig (Wales) | Ramon Prada (Asturias) | Skolvan (Brittany) | Sonerien Du (Brittany) | Susana Seivane (Galicia) | Gilles Servat (Brittany) | Kathryn Tickell (Northumbria) | Triskell (Bretaña)

### 2003
Back of the Moon (Scotland) | Blazin' Fiddles (Scotland) | I Muvrini (Corsica) | Meinir Heulyn (Wales) | José Ángel Hevia (Asturias) | Eilieen Ivers (USA) | Mairi MacInnes (Scotland) | Maggie MacInnes (Scotland) | Tony MacManus (Scotland) | Karen Matheson (Scotland) | Dixebra (Asturies) | Merzhin (Brittany) | Mercedes Péon (Galicia) | Denez Prigent (Brittany) | Sharon Shannon (Ireland) | Skolvan (Brittany) | Soldat Louis (Brittany) | Tejedor (Asturias) | Toreth (Wales) | Tri Yann (Brittany) | Amy Wadge (Wales)

### 2002
Vale of Clyde Pipe Band (Lanark, Scotland) |Armens (Brittany) | Back of the Moon (Scotland) | Celtitude (Canadá) | Cormac de Barra (Ireland) | Roland Becker (Brittany) | Robin Huw Bowen (Wales) | Cajuns Denbo (Wales) | Carreg Lafar (Wales) | Clandestine (USA) | Claymore (Australia) | Crasdant (Wales) | Djiboudjep (Brittany) | E.V. (Brittany) | Liam O'Flynn (Ireland) | Alasdair Fraser (Scotland) | The Hennessys (Wales) | Siân James (Wales) | Yann-Fañch Kemener (Brittany) | John Kenny (Scotland) | Kohan (Brittany) | Erik Marchand (Brittany) | Merzhin (Brittany) | Miosecc (Brittany) | Naked Feet (Cornwall) | Mercedes Péon (Galicia) | Carlos Nuñez (Galicia) | Skolvan (Brittany) | Gilles Servat (Brittany) | Didier Squiban (Brittany) | Katherine Thomas (Wales) | Amy Wadge (Wales) | The Waterboys (Ireland)

### 2001
Big Leaves (Wales) | Xose Manuel Budiño (Galicia) | Rita Connolly (Ireland) | Carré Manchot (Brittany) | Djiboudjep (Brittany) | E.V. (Brittany) | Liam O'Flynn (Ireland) | Gwerinos (Wales) | Hoogie (Scotland) | Karma (Brittany) | Yann-Fañch Kemener (Brittany) | King Chiaullee (Isle of Man) | Luar na Lubre (Galicia) | Murry the Hump (Wales) | Patrick Mollard (Brittany) | Alain Pennec (Brittany) | Denez Prigent (Brittany) | Rag Foundation (Wales) | Gilles Servat (Brittany) | Alan Stivell (Brittany) | Tartan Amoebas (Scotland) | Yann Tiersen (Brittany) | Tri Yann (Brittany)

### 2000
Ronan Le Bars (Brittany) | Dan Ar Braz (Brittany) | Arz Nevez (Brittany) | Avalon (Scotland) | Robin Huw Bowen (Wales) | Cajuns Denbo (Wales) | Capercaillie (Scotland) | Carré Manchot (Brittany) | The Chieftains (Ireland) | Clandestine (USA) | Rita Connolly (Ireland) | Diwall (Brittany) | Djiboudjep (Brittany) | Liam O'Flynn (Ireland) | Alasdair Fraser (Scotland) | Gaelic Storm (USA) | Deborah Henson-Conant (USA) | José Ángel Hevia (Asturias) | Yann-Fañch Kemener (Brittany) | Manu Lann Huel (Brittany) | Donal Lunny (Ireland) | Eileen Ivers (USA) | Erik Marchand (Brittany) | Karen Matheson (Scotland) | Merzhin (Brittany) | The Mollag Band (Isle of Man) | Elaine Morgan (singer)|Elaine Morgan]] (Wales) | Carlos Nuñez (Galicia) | Rag Foundation (Wales) | Red Cardell (Brittany) | Melanie O’Reilly (Ireland) | Sacred Turf (Cornwall) | Tan Ha Dowr (Cornwall) | Gilles Servat (Brittany) | Skyedance (Scotland) | Sharon Shannon (Ireland) | The Silencers (Scotland) | Soldat Louis (Brittany) | Sonerien Du (Brittany) | Telenn Du (Brittany) | Michel Tonnerre (Brittany)

### 1999
Altan (Ireland) | Armens (Brittany) | Bernard Benoit (Brittany) | Black Label Zone (Brittany) | Dan Ar Braz (Brittany) | Carré Manchot (Brittany) | Carreg Lafar (Wales) | Djiboudjep (Brittany) | Annie Ebrell (Brittany) | Alasdair Fraser (Scotland) | Galldubh (Ireland) | Iron Horse (Scotland) | Karma (Brittany) | King Chiaullee (Isle of Man) | Gaelic Storm (USA) | Melaine Favennec (Brittany) | Yann-Fañch Kemener (Brittany) | Dougie MacLean (Scotland) | Michael McGoldrick (Ireland) | Pat O’May (Brittany) | Malinky (Scotland) | Carlos Nuñez (Galicia) | Denez Prigent (Brittany) | Sacred Turf (Corwall) | Gilles Servat (Brittany) | Skeduz (Brittany) | Skolvan (Brittany) | Skyedance (Scotland) | Sonerien Du (Brittany) | Didier Squiban (Brittany) | Stone Age (Brittany) | Tejedor (Asturias) | Telenn Du (Brittany) | Tri Yann (Brittany) | Xeliba (Asturias)

### 1998
Armens (Bretaña) | Avalon (Escocia) | Elinor Bennett (Gales) | Martyn Bennett (Escocia) | Black Label Zone (Bretaña) | Dan Ar Braz (Bretaña) | The Bolingey Troyl Band (Cornualles) | Nollaig Casey (Irlanda) | Emma Christian (Isla de Man) | De Dannan (Irlanda) | Djiboudjep (Bretaña) | Liam O'Flynn (Irlanda) | Albert Fry (Irlanda) | Gaelic Café (Irlanda) | Galldubh (Irlanda) | Anne-Lorne Gillies (Escocia) | Deborah Henson-Conant (USA) | Karma (Bretaña) | Kate Me (Bretaña) | Lia Luachra (Ireland) | Llan de Cubel (Asturias) | Mabon (Gales) | Karen Matheson (Escocia) | Natalie MacMaster (Isla de Cabo Bretón) | Rhona MacKay (Escocia) | Elaine Morgan (Gales) | The Picts (Escocia) | Ramón Prada (Asturias) | Gilles Servat (Bretaña) | Soldat Louis (Bretaña) | Didier Squiban (Bretaña) | Alan Stivell (Bretaña) | The Tholtan Builders (Isla de Man) | Kathryn Tickell (Northumbria) | The Whistlebinkies (Escocia) | Wolfstone (Escocia)